# Christian Schwochow

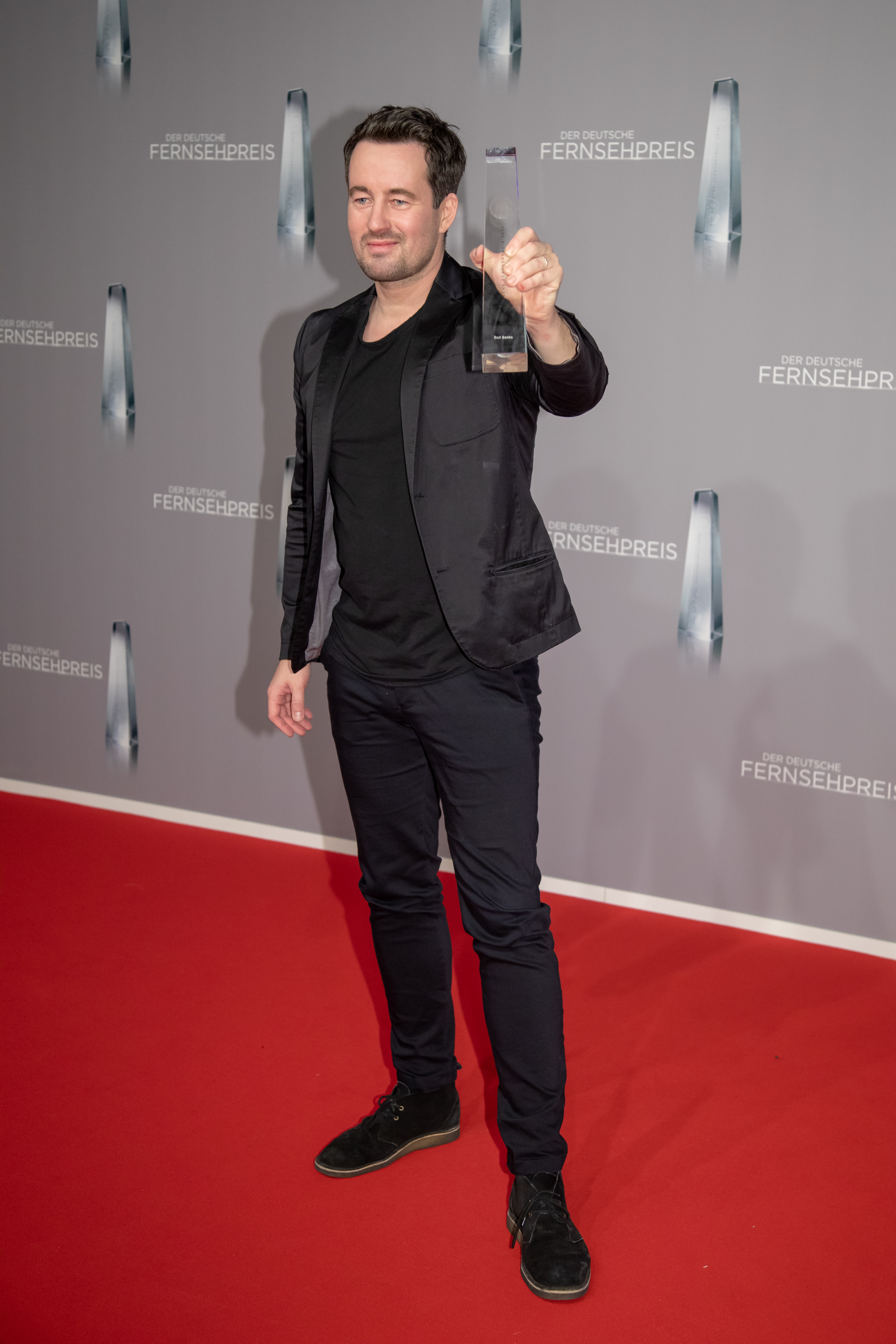
Christian Schwochow, Deutscher Fernsehpreis 2019

Christian Schwochow (* 23. September 1978 in Bergen auf Rügen) ist ein deutscher Filmregisseur und Drehbuchautor.

## Leben
Christian Schwochow wuchs in Leipzig und Ost-Berlin, seit 1990 in Hannover auf. Er ist Sohn der deutschen Drehbuchautorin Heide Schwochow. Schon als Kind wirkte er in vielen Hörspielproduktionen des Rundfunks der DDR mit. Als Jugendlicher wurde er Herausgeber und Chefredakteur des niedersächsischen Jugendmagazins Shot!. Nach dem Abitur (1998) arbeitete er als Autor, Sprecher und Reporter für verschiedene Rundfunkanstalten. Von 2002 bis 2008 studierte Schwochow an der Filmakademie Baden-Württemberg Filmregie mit dem Schwerpunkt Szenischer Film; der Langspielfilm Novemberkind war sein Abschlussfilm.
Die Drehbücher zu seinen beiden Spielfilmen Marta und der fliegende Großvater und Novemberkind schrieb er zusammen mit seiner Mutter, der Autorin und Regisseurin Heide Schwochow. Auf diese Weise entstand auch das Drehbuch zu Die Unsichtbare (2011), in dem eine stille Schauspielschülerin (gespielt von der Dänin Stine Fischer Christensen) vom Erfolgszwang und von der familiären Last mit einer behinderten Schwester an den Rand des Abgrunds getrieben wird. Der TV-Zweiteiler Der Turm nach dem gleichnamigen Roman  von Uwe Tellkamp brachte Christian Schwochow 2013 den Grimme-Preis ein. Sein Spielfilm Westen hatte am 25. August 2013 Premiere auf dem kanadischen World Film Festival in Montreal, wo er den Preis der Filmkritiker- und Filmjournalisten-Vereinigung FIPRESCI erhielt. Jördis Triebel, die Hauptdarstellerin des Films, wurde auf dem Festival als „Beste Darstellerin“ ausgezeichnet.
Am 9. November 2013 feierte Christian Schwochow mit der Inszenierung von Lot Vekemans’ Gift am Deutschen Theater Berlin seine Premiere als Theaterregisseur. 2017 hatte Samuel Becketts Glückliche Tage unter Schwochows Regie Premiere am Deutschen Theater Berlin.
Der Journalist Stefan Aust und die Produzentin Gabriela Sperl verfilmten die Geschichte der NSU-Terrorzelle als Fernsehdreiteiler für die ARD. Die drei Filme erzählen aus der Perspektive des Umfeldes der Täter, der Opfer und der Ermittler. Beim ersten Teil der Trilogie Die Täter – Heute ist nicht alle Tage (2016) führte Schwochow Regie. 2016 kam zudem der Film Paula über die Malerin Paula Modersohn-Becker in die Kinos.
Er moderiert seit 2018 zusammen mit der Schauspielerin Susanne Bormann für die Deutsche Filmakademie den Podcast Close up – Ein Podcast übers Filmemachen.
Christian Schwochow lebt in Berlin, ist verheiratet und hat zwei Töchter (* 2011) und (* 2017). Er ist Mitglied der Deutschen und der Europäischen Filmakademie sowie der Deutschen Akademie der Darstellenden Künste.

## Filmografie (Auswahl)
- 2006: Marta und der fliegende Großvater (Regisseur, Drehbuchautor)
- 2007: Terra X – Jäger verlorener Schätze – Der Jahrhundertraub von Quedlinburg (Infotainment-Fernsehserie)
- 2008: Novemberkind
- 2011: Die Unsichtbare
- 2012: Der Turm (Fernsehfilm)
- 2013: Westen
- 2014: Bornholmer Straße (Fernsehfilm)
- 2014: Tatort: Borowski und der Himmel über Kiel
- 2016: Die Pfeiler der Macht (Fernseh-Zweiteiler)
- 2016: Die Täter – Heute ist nicht alle Tage
- 2016: Paula
- 2018: Bad Banks (Fernsehserie, 6 Folgen)
- 2019: Deutschstunde
- 2019, 2022, 2023: The Crown (Fernsehserie, 7 Folgen)
- 2021: Je suis Karl
- 2021: München – Im Angesicht des Krieges (Munich: The Edge of War)

## Theaterinszenierungen
- 2013: Gift von Lot Vekemans, Deutsches Theater Berlin
- 2017: Glückliche Tage von Samuel Beckett, Deutsches Theater Berlin

## Auszeichnungen
- 2008: Filmkunstfest Mecklenburg-Vorpommern – Publikumspreis für Novemberkind
- 2008: Filmfestival Max Ophüls Preis – Publikumspreis für Novemberkind
- 2008: MFG-Star Baden-Baden für Novemberkind
- 2008: Filmfestival Cottbus – Förderpreis der DEFA-Stiftung für Novemberkind
- 2008: Nominierung für den First Steps Award in der Kategorie Abendfüllende Spielfilme für Novemberkind
- 2008: Biberacher Filmfestspiele – „Debütbiber“ für Novemberkind
- 2009: New Faces Award für Novemberkind in der Kategorie Bester Debütfilm
- 2009: Nominierung für den Deutschen Filmpreis in der Kategorie Bestes Drehbuch für Novemberkind
- 2012: Bambi für Der Turm
- 2013: Nominierung für den Preis der deutschen Filmkritik in der Kategorie Bestes Drehbuch für Die Unsichtbare
- 2013: Grimme-Preis für Der Turm
- 2013: Montreal World Film Festival – FIPRESCI-Preis für Westen
- 2014: Bambi für Bornholmer Straße
- 2015: Grimme-Preis für Bornholmer Straße
- 2016: Auszeichnung der Deutschen Akademie für Fernsehen in der Kategorie Beste Regie für Die Täter – Heute ist nicht alle Tage
- 2016: Hauptpreis und Preis der Studentenjury beim Fernsehfilmfestival Baden-Baden für Die Täter – Heute ist nicht alle Tage
- 2017: Deutscher Fernsehpreis für die NSU-Trilogie
- 2017: Grimme-Preis für Die Täter – Heute ist nicht alle Tage
- 2017: Bayerischer Fernsehpreis für Die Täter – Heute ist nicht alle Tage
- 2018: Bayerischer Fernsehpreis für Bad Banks (ZDF)
- 2018: Hessischer Filmpreis – Sonderpreis für Bad Banks[9]
- 2018: Deutscher Regiepreis Metropolis in der Kategorie Beste Regie TV-Serie/Serienfolge für Bad Banks
- 2019: Deutscher Fernsehpreis in der Kategorie Beste Regie für Bad Banks
- 2019: Grimme-Preis für Bad Banks